# Yvonne Gouverné
Yvonne Gouverné, née Yvonne Marcelle Gouverné à Paris 9e le 6 février 1890 et morte à Paris 16e le 26 octobre 1982, est une pianiste de formation, devenue ensuite accompagnatrice et chef de chant.

## Carrière
Fille de médecin s'orientant vers une carrière de pianiste après des études à la Schola Cantorum de Paris, en 1918, à la suite d'une rencontre décisive avec André Caplet, elle s'oriente vers le métier d'accompagnatrice et de chef de chant.
Avec Caplet, aux Concerts Pasdeloup, c'est la création au concert du Martyre de saint Sébastien de Claude Debussy en novembre 1922 ou la création en juin 1923 du Miroir de Jésus de Caplet avec Claire Croiza en soliste.
Après la mort d'André Caplet en 1925, elle décide de se consacrer à faire connaître les œuvres de son maître et continue sa carrière aux Concerts Walther Straram entre 1925 et 1933. Parmi tant d'autres, elle y participe à la création d'Œdipus Rex d'Igor Stravinsky (1928) ou au Judith d'Arthur Honegger en 1928.
En 1929/30, à nouveau avec Walther Straram, au théâtre des Champs-Élysées, elle anime des émissions radiophoniques innovatrices, sous le titre de « Vulgarisation musicale ».
Toujours en 1930, elle rejoint Roger Désormière à la Société de musique d'autrefois, première incursion dans les musiques anciennes, que nous appelons aujourd'hui le Baroque (Désormière et Yvonne Gouverné avaient déjà collaboré à un concert d'hommage à Caplet en 1927), la SMA qu'elle retrouvera après 1956. Encore avec Désormière, c'est la fondation de l'Orchestre symphonique de Paris avec la création de la Cantate d'Igor Markevitch le 4 juin 1930.
En 1934, après la mort de Walther Straram, Yvonne Gouverné crée un ensemble vocal bientôt associé aux concerts du Triton de Pierre-Octave Ferroud, Henry Barraud, Jean Rivier et Emmanuel Bondeville, ce qui amène les premières auditions de chœurs a cappella de Florent Schmitt, Francis Poulenc, Roland-Manuel ou l'exécution des Noces de Stravinsky dirigées par Charles Munch. À partir de 1935, Munch, tant à l'Orchestre philharmonique qu'à la Société des concerts du Conservatoire, fera toujours appel à Yvonne Gouverné pour les chœurs. C'est l'époque de premiers concerts exceptionnels : Requiem de Berlioz dans la cour d'honneur des Invalides le 16 juin 1938 avec Munch, Requiem de Verdi la même année avec Bruno Walter, Salle Pleyel…
Grâce à Bondeville, la chorale entre aussi à la Radio française de la Tour Eiffel, ce qui l'amène à retrouver Désormière à l'Orchestre national nouvellement créé en 1934 par Désiré-Émile Inghelbrecht. Elle travaillera avec l'Orchestre national jusqu'au début des années 60.
Durant la guerre, après le repli sur Rennes, elle est d'abord chargée des émissions vers les États-Unis puis rentre sur Paris en septembre 1940. Durant toute l'Occupation, elle va continuer à travailler avec Désormière (notamment sur le fameux enregistrement de Pelléas et Mélisande) et avec Munch. La chorale Yvonne Gouverné œuvre ainsi à la première audition de l'Apocalypse de Jean Françaix, pour Jeanne au Bûcher d'Honegger par Munch au disque, en 1942.
Toujours en 1942, Emmanuel Bondeville, directeur musical de la radio, charge Yvonne Gouverné de reprendre peu à peu les émissions de radio française à Paris[réf. souhaitée],.
À la Libération, Henry Barraud, nommé directeur musical de la Radiodiffusion française, la charge de reprendre en main toute la formation chorale, dispersée, démembrée par quatre ans d'occupation. D'où en 1946, la création de la Maîtrise de Radio France et en 1947 le rapprochement du Chœur symphonique et du Chœur lyrique,.
Les créations se succèdent aussi, les Trois petites liturgies de la présence divine de Olivier Messiaen aux Concerts de la Pléiade et sur disques en 1945 ou le Requiem de Duruflé en 1946, avec l'Orchestre national de France, avec comme solistes, Hélène Bouvier et Camille Maurane, tous les deux sous la direction de Roger Désormière. Toujours avec le National, le 17 février 1947, c'est Eugène Bigot qui dirige la création de l'Ode au peuple pour chœur et orchestre de Louis Saguer, le 8 mai 47 voilà la création du Mystère des saints innocents d'Henry Barraud par Manuel Rosenthal ou celle de la Naissance du verbe de Giacinto Scelsi à nouveau avec Désormière le 28 novembre 1949.
Yvonne Gouverné a aussi œuvré pour le cinéma, comme par exemple pour  le Rêve d'après Émile Zola de Jacques de Baroncelli, Golgotha (musique de Jacques Ibert) de Julien Duvivier, la Vie parisienne (Offenbach) de Robert Siodmak, la Citadelle du silence (Darius Milhaud) de Marcel L'Herbier, le Quai des brumes (Maurice Jaubert) de Marcel Carné, la Vie de Bizet, Véronique, etc. ; pour le théâtre, au Théâtre Français, Athalie de Jean Racine (musique de Haendel, adaptation de Jacques Chailley),...

## Hommages
Francis Poulenc, lui dédie une pièce extraite des Quatre motets pour un temps de pénitence composés en 1938 et 1939 : Vinea mea electa.

## Discographie
Dans sa discographie, Yvonne Gouverné, outre le Messiaen, se plaisait à particulièrement distinguer : 
- 1941 La Danse des morts d'Honegger - Charles Panzéra (baryton) ; Jean-Louis Barrault (narrateur) ; Orchestre de la Société des concerts du Conservatoire, dir. Charles Munch (26 janvier 1941, Cascavelle "La France résistante") (OCLC 53244509)
- 1954, Grand Prix du Disque : La Symphonie de Psaumes de Stravinsky (dir. Horenstein) (OCLC 916398123).
- 1955, Grand Prix du disque : Le Mystère des Saints Innocents d'Henry Barraud (dir. Paul Kletzki) (OCLC 806480131).
- 1956 Le Château de feu de Darius Milhaud (dir. Darius Milhaud), donné en première audition au Palais de Chaillot le 30 novembre 1955[10] (LP Chant du Monde) (OCLC 880098675).

Enregistrement célèbre et historique : 
- Debussy, Pelléas et Mélisande - Roger Désormière(24 avril/17 novembre 1941, EMI) (OCLC 85482367)

## Sources et références
- « Hommage à Yvonne Gouverné », Zodiaque, Abbaye Sainte-Marie de la Pierre-qui-Vire, no 143,‎ 1985, p. 2-38 (OCLC 716227884)
- Yvonne Gouverné, « Ce que je dois à Désormière », dans : Roger Désormière et son temps : textes en hommage réunis par Denise Mayer et Pierre Souvtchinsky, Monaco, Éditions du Rocher, coll. « Domaine musical », 1966, 189 p. (OCLC 28594456, lire en ligne)
- Un document audio avec la voix d'Yvonne Gouverné

1. ↑  Archives de Paris en ligne, Acte n°205 du 9/2/1890, vue n°7
2. ↑  Les archives de la Société de musique d'autrefois
3. ↑  Le Figaro, 4 juin 1930 page 7 sur Gallica
4. ↑  Dernier concert identifié le 30 janvier 1963 http://www.ina.fr/audio/PHD89039576/le-coeur-et-la-main-audio.html
5. 1 2 3  Zodiaque 1985.
6. ↑  Historique du chœur de Radio-France sur choeurdelaradio.org.
7. ↑  (BNF 13902810) : Chœur (Yvonne Gouverné) travaillant souvent avec l'orchestre de la radio française. - Répète à Paris, puis Rennes et Marseille avant de réintégrer la capitale en 1942. - Prend le nom de Chœur lyrique en 1945. - Fusionne en 1947 avec le Chœur Félix Raugel pour constituer les Chœurs de la Radiodiffusion française.
8. ↑  Les Concerts de la Pléiade (1943-1947) sur La-Pleiade.fr (consulté le 29 novembre 2013)
9. ↑  Journal des débats, 1939-05-22, page 4. sur Gallica
10. ↑  worldcat.org/title/chateau-du-feu-op-338